# Reuchlinhaus

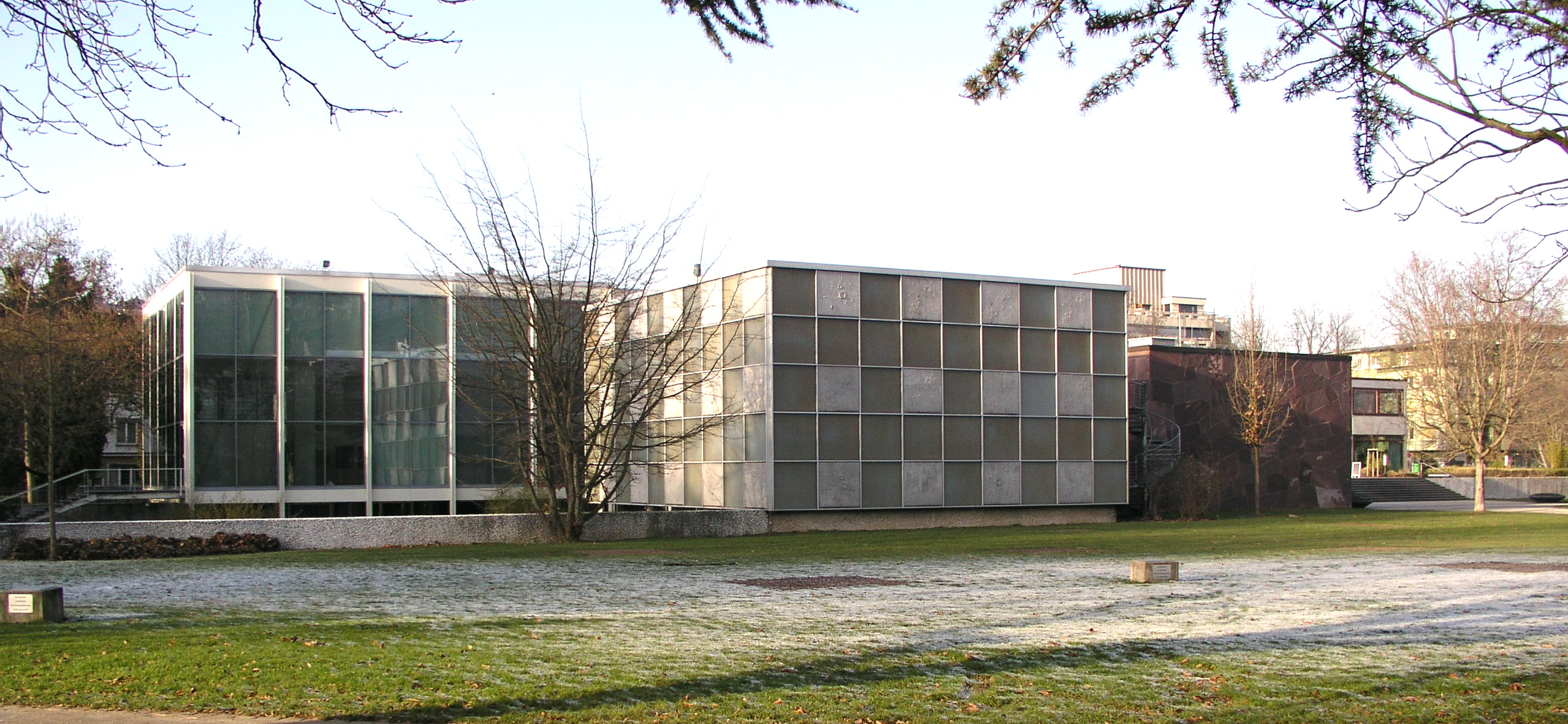
Reuchlinhaus

Das Reuchlinhaus ist ein Kulturzentrum im Stadtgarten von Pforzheim. Als erster deutscher Museumsbau der Nachkriegszeit wurde es 1953 nach Plänen von Manfred Lehmbruck (1913–1992) erbaut. Ein zentrales Foyer mit freischwingender Treppe verbindet die einzelnen quaderförmigen Bauteile. Diese beherbergen das Schmuckmuseum Pforzheim und den Kunstverein Pforzheim im Reuchlinhaus e. V. Das Haus wurde nach dem Humanisten Johannes Reuchlin (1455–1522) benannt, der als bedeutendster Sohn Pforzheims gilt.

## Geschichte
Von 1900 bis 1945 stand an Stelle des Reuchlinhauses ein von Alfons Kern geplanter Saalbau, der in dieser Zeit als Veranstaltungsort, in Kriegszeiten auch als Lazarett genutzt wurde.
In den letzten Monaten des Zweiten Weltkriegs wurde die Innenstadt von Pforzheim größtenteils durch Luftangriffe zerstört. Nach dem Wiederaufbau der Infrastruktur wurde nördlich der Schlosskirche ein Kulturzentrum mit Heimat- und Schmuckmuseum geplant. 1953 gewann Manfred Lehmbruck den Architektenwettbewerb dafür. Dann entschloss man sich jedoch für einen Standort am Stadtgarten an der einstigen Stelle des Kern-Saalbaus, wofür einige Umplanungen nötig wurden. Der Bau begann 1957. Die ersten Bautrakte für die Stadtbibliothek und das Stadtarchiv Pforzheim waren 1959 bezugsfertig, der Gesamtkomplex wurde am 20. Oktober 1961 eingeweiht.
Das Reuchlinhaus ist ein Gebäudekomplex aus pavillonartigen Quadern, die um ein vollverglastes Foyer mit freischwingender Wendeltreppe gruppiert sind. Die einzelnen Pavillons sind unterschiedlich gestaltet. Der Bibliothekspavillon ist ein Sichtbetongebäude mit großen Fensterfronten zur Südseite, die Ausstellungshalle des Kunstvereins Pforzheim ist eine Stahl-Glas-Konstruktion, das Stadtmuseum ist mit regionalem Sandstein verkleidet und das Schmuckmuseum mit künstlerisch bearbeiteten Aluminiumplatten.
Lehmbruck entwarf nicht nur die Architektur, sondern auch die Inneneinrichtung des Gebäudes. Damit begann seine Hinwendung zu Typenbauprogrammen und Systemmöbeln. Schließlich bildete das Reuchlinhaus auch den Ausgangspunkt für Lehmbrucks Entwürfe für weitere Museen in Duisburg und am Federsee.
Die Architektur des Gebäudes fand zwar überregionale Beachtung, hatte im praktischen Betrieb aber auch deutliche Schwachstellen. Flachdächer und Lichtkuppeln waren oft undicht, die Einfachverglasung der Kunsthalle bot nicht die für Ausstellungen nötigen konstanten klimatischen Verhältnisse und im Schmuckmuseum wurde ein effektiver Diebstahlschutz vermisst. Als um 1990 eine Erweiterung des Schmuckmuseums und die Einrichtung von Computerarbeitsplätzen in der Stadtbibliothek geplant wurden, kamen umfangreiche Forderungen in Sachen Brandschutz und Sicherheitstechnik hinzu. Gleichzeitig hatte aber auch schon die wissenschaftliche Auseinandersetzung mit dem Gebäude und seiner Geschichte begonnen. 1994 wurde das Reuchlinhaus schließlich unter Denkmalschutz gestellt, wobei nicht nur die Architektur, sondern auch wandfesten Einbauten und die bauzeitlichen Möbel als schutzwürdig anerkannt wurden, da diese „ein gemeinsames System [bilden], das die Architekturauffassung der späten 50er Jahre hervorragend dokumentiert und künstlerisch von überregionaler Bedeutung ist“.
Eine erste denkmalgerechte Sanierung fand 1993/1994 beim Umbau des Schmuckmuseums statt, wobei die von Lehmbruck entworfenen Hänge- und Tischvitrinen erhalten blieben, während die Wandvitrinen unter Beibehaltung der originalen Abmessungen erneuert wurden. Das Stadtarchiv wechselte 2000 in Räume in der Nordstadt, die Stadtbücherei wechselte 2002 in andere Gebäude. Anschließend wurde das Reuchlinhaus von 2002 bis 2006 von dem Stuttgarter Architekturbüro hG Merz weiter umgebaut und renoviert.
Das Reuchlinhaus wurde von der Denkmalstiftung Baden-Württemberg zum „Denkmal des Monats November 2024“ ernannt.